# Bouhamza
Bouhamza est une commune de la wilaya de Béjaïa en Algérie. Elle est située sur les hauteurs de la wilaya de Béjaïa sur la rive de Oued Boussalem, appartenant au grand bassin de la Soummam.

## Histoire
Son ancien nom est Ighil Aberkane, dont la traduction est « le bras noir » ou « le mont noir ». Le nom de Bouhamza est apparu en fin du XVIe siècle lors de la rébellion du jeûne Hamza, menée contre les occupants espagnols, qui a commencé dans ce village, et grâce à l'appel lancé par Sidi Yahia El Aidli.[réf. nécessaire]

## Géographie
| Amalou     | Amalou   | Beni Maouche                 |
| Akbou      | Bouhamza | Beni Ourtilane (Sétif)       |
| Aït-R'zine | Tamokra  | El Main (Bordj-Bou-Arreridj) |

Avec une large superficie, Bouhamza (anciennement Ighil-Aberkane) est constituée de nombreux villages, à savoir, Bouhamza (le chef-lieu de la commune);Thakourchith, Semâa, Thaourirth, Boudjimaâ , Thakhelicheth, Ifigha, Iguemounene, Lekhendek, Thaghaza, Moudraouen, Thadjenanet, Thansaouet, Thachouafeth, Imahfoudhen, Sahel, Tizi-Ouzrou, Boumesaoud, Toudart, Bouhitem, Ichaâchouâene, Idjedaren, Thalla-Abdellah, Thasfarth.

## Administration et politique
| Période                                  | Période  | Identité                                | Étiquette | Qualité |
| ---------------------------------------- | -------- | --------------------------------------- | --------- | ------- |
| 2007                                     | 2012     | Mohamed Kheyar[réf. nécessaire]         |           |         |
| 2012                                     |          | Abdelhamid Bensikhaled[réf. nécessaire] |           |         |
| 2017                                     | 2021     | Salem benchikh                          |           |         |
| 2021                                     | En cours | Hamlat Yacine.                          |           |         |
| Les données manquantes sont à compléter. |          |                                         |           |         |

## Sources, notes et références
1. ↑  « Wilaya de Béjaïa : répartition de la population résidente des ménages ordinaires et collectifs, selon la commune de résidence et la dispersion ». Données du recensement général de la population et de l'habitat de 2008 sur le site de l'ONS.